# 罗戈日斯基编年史
罗戈日斯基编年史（俄语：Рогожский летописец）是一部於15世纪中叶完稿的俄罗斯编年史。該俄羅斯編年史於1906年由尼古拉·彼得罗维奇·利哈切夫重新發現。內容主要記載1412年前的歷史。罗戈日斯基编年史內的一些內容是以特維爾大公國方面的視角來呈現。